# شهادة التأهل للأستاذية

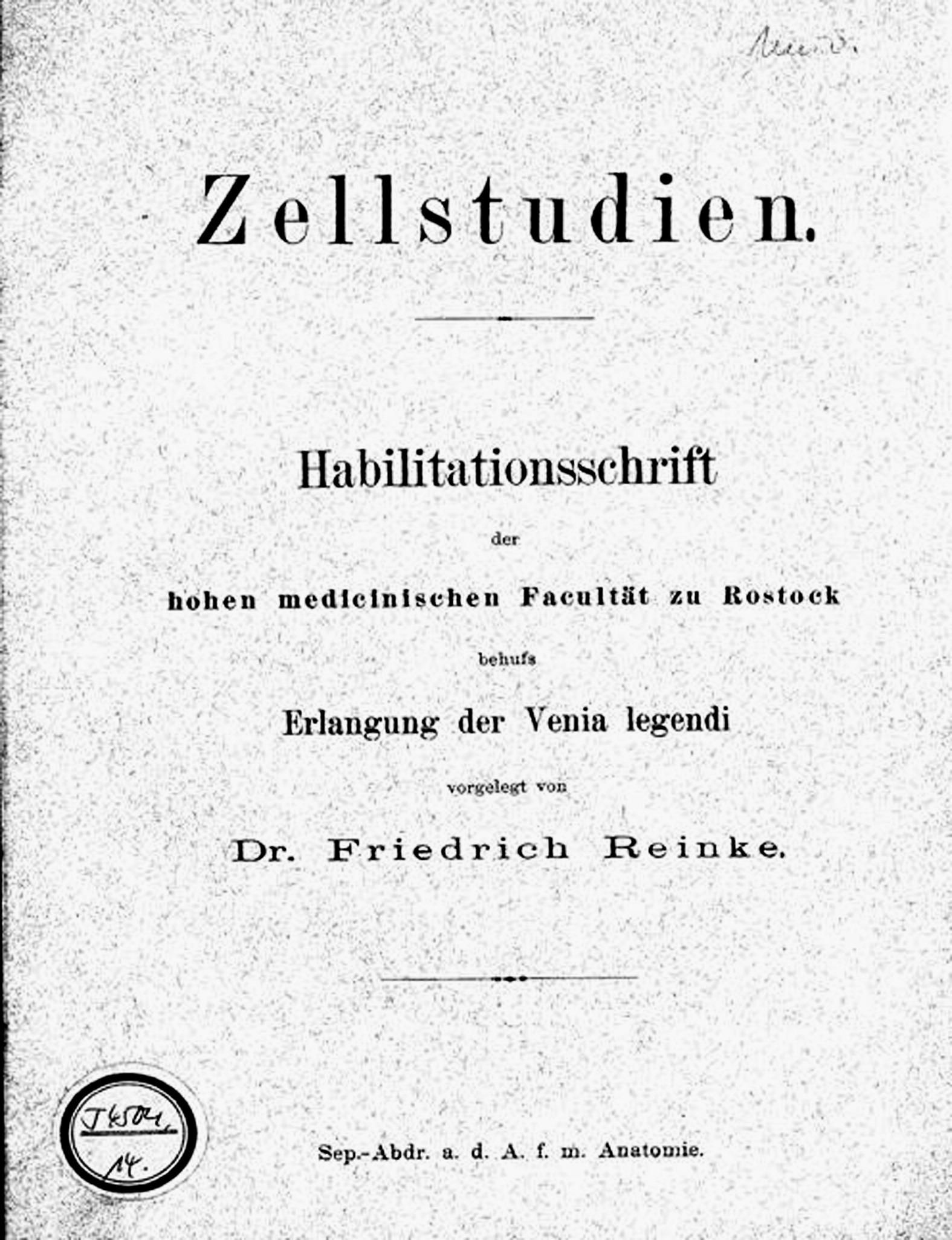
صورة لشهادة الأستاذية في الطب لفريدريك راينك

## شهادة التأهيل لدرجة الأستاذية
إن التاهيل إلى درجة أستاذ في ألمانيا وروسيا والنمسا والعديد من دول أوروبا الغربية والشرقية يحتاج إلى شهادتين أكاديميتين كما في الملخص وحسب الترتيب الاتي:
أولا: التأهيل Habilitation: وهي أعلى درجة أكاديمية في العالم تلي درجة الدكتوراة في العديد من الدول مثل ألمانيا والنمسا وروسيا وسويسرا. يتطلب في هذه الدرجة أن يقوم الشخص بكتابة أطروحة تعرف بأنها أطروحة التأهيل (Habilitationsschrift أو Habilitation thesis) ويتم تقييم ومناقشة هذه الأطروحة بشكل أكثر تفصيلاً من درجة الدكتوراة بالإضافة إلى شروط عدة أهمها التدريس والإشراف على طلبة الدراسات العليا وكذلك نشر بحوث أصيلة في مجلات عالمية رصينة وعدد هذه البحوث متفاوت من جامعة لأخرى ومن تخصص لآخر، لكن يجب أن لا تقل هذه البحوث عن 12 بحثاً. وكل هذه الشروط وبضمنها البحوث يجب أن تكون قد تمت بعد مرحلة الدكتوراة وليس خلالها أو قبلها.
ونظراً لصعوبة الحصول على هذه الدرجة فهنالك العديد من البدائل الحديثة المقبولة وبالرغم من هذه البدائل فإن العلماء ينظرون إلى هذه الدرجة بشكل مميز وذو قيمة عالية جداً.
صاحب هذه الدرجة يمنح لقب اكاديمي والذي يختصر إلى (Dr. habil)
ثانيا: إنشاء مدرسة أو رخصة التدريس Priv.-Doz وهي شهاة يحق فقط للحاصلين على شهادة الهابلتيشن أي لقب (Dr. habil) بالتقديم والحصول عليها وتعني نشاء مدرسة اكاديمية (venia legendi) ويمنح الحاصل علليها لقب (Priv.-Doz. أو Dr PD). يتطلب في هذه الدرجة أي يكون لدى المتقدم خبرة واثبات في الاشراف على طلبة الدراسات العليا حصرا والتدريس للدراسات الاولية والعليا كشروط للتقديم على هذه الدرجة. ولا يمكن الحصول عليها الا بعد الحصول على شهادة (Dr. habil) وهي تخضع لعرض محاضرة في مجال مختلف عن تخصص الاكاديمي ويتم المناقشة فيه. هذا فضلا عن اثبات التدريس واراء الطلبة والاساتذة في المتقدم
.
كلاتا الشهادتين (Dr. habil) و (Priv.-Doz) مع بعضهما البعض تعتبر الركيزة الوحيدة للقب الاستاذية في ألمانيا ولذلك يطلق على الاستاذ عنوان Prof. PD Dr. habil.
وتعبر ألمانيا من أصعب الدول في العالم يتم فيها الحصول على هذه اللقب. وتشير بعض الإحصائيات أنه في ألمانيا مثلاً تم منح 1.993 درجة تأهيل في 2007 لكافة التخصصات.
علماً أن العديد من الدول تتبع تظام مشابه جداً مثل روسيا والنمسا وسويسرا. أما فرنسا وبشكل مشابه في بعض دول المغرب العربي فإنها تستخدم نفس المعايير والشهادات ولكن تفصل الشهادتين وبنفس الترتيب وتحدد فترة زمنية بينهما ثم تغير الأسماء إلى شهادتي أستاذ مشارك ثم أستاذ.
في روسيا ورابطة الدول المستقلة يمنح شهادة Doctor of Science ويختصر ب (Dr.sc) ويلقب ببروفيسور.

## قائمة المراجع
- Rüdiger vom Bruch: Qualifikation und Spezialisierung: Zur Geschichte der Habilitation. In: Forschung und Lehre. 2, 2000, S. 69–70.
- Alexander Busch: Die Geschichte des Privatdozenten – Eine soziologische Studie zur großbetrieblichen Entwicklung der deutschen Universitäten. Enke, Stuttgart 1959. Nachdruck Arno, New York 1977, ISBN 0-405-10036-1.
- Steffani Engler: „In Einsamkeit und Freiheit?“ Zur Konstruktion der wissenschaftlichen Persönlichkeit auf dem Weg zur Professur. UVK, Konstanz 2001, ISBN 3-89669-809-5.
- Hiltrud Häntzschel: Zur Geschichte der Habilitation von Frauen in Deutschland. In: Hiltrud Häntzschel, Hadumod Bußmann (Hrsg.): „Bedrohlich gescheit“: ein Jahrhundert Frauen und Wissenschaft in Bayern. Beck, München 1997, ISBN 3-406-41857-0, S. 84–104.
- Wolfgang Kalischer (Hrsg.): Habilitationswesen: Entwicklung seit 1960. Habilitationsstatistik 1976–1977. Dokumentationsabteilung der Westdeutschen Rektorenkonferenz. Bonn-Bad Godesberg 1979. (= Dokumente zur Hochschulreform, 35).
- Wolfgang Kalischer (Hrsg.): Habilitationsstatistik: 1978–1979. Dokumentationsabteilung der Westdeutschen Rektorenkonferenz. Bonn-Bad Godesberg 1980. (= Dokumente zur Hochschulreform, 39).
- Ernst Schubert: Die Geschichte der Habilitation. In: Henning Kössler (Hrsg.): 250 Jahre Friedrich-Alexander-Universität Erlangen-Nürnberg. Universitätsbibliothek, Erlangen 1993, ISBN 3-922135-91-9, S. 115–151. (= Erlanger Forschungen, Sonderreihe 4).
- Hermann Horstkotte: Akademische Doktorspiele – Professor Dr. h.c. Volkswagen. Spiegel Online, 15. November 2007.